# 利蒂克鎮區 (北卡羅萊納州羅恩縣)
利蒂克鎮區（英語：Litaker Township）是位於美國北卡羅萊納州羅恩縣的一個鎮區。

## 地方資料
利蒂克鎮區的面積為103.40平方千米，當中陸地面積為103.34平方千米，而水域面積為0.06平方千米。根據2020年美國人口普查的數據，當地共有人口11327人，而人口密度為每平方千米109.55人。